# Učalinskij rajon
L'Učalinskij rajon (in russo Учалинский район?) è un municipal'nyj rajon della Repubblica della Baschiria, nella Russia europea.